# Ben Schott
Pour les articles homonymes, voir Schott.
Œuvres principales
Les Miscellanées de Mr Schott
Benjamin Schott est un écrivain britannique, auteur de la série des Miscellanées de Mr Schott. Il est né le 26 mai 1974 à Londres. Il a étudié à Cambridge, et fut photographe de presse. Particulièrement attaché à la forme de ses livres en tant qu'objets, il s'occupe à la fois de la conception, de la rédaction et de la réalisation.

## Les Miscellanées

### Les Miscellanées de Mr Schott
Les Miscellanées de Mr Schott sont un recueil des petits riens, d'informations incongrues.
Selon The Guardian, « l'idée du livre est venue à Schott des cartes de vœux qu'il envoyait à ses amis. Il ne s'agissait pas de cartes ordinaires mais de livrets contenant toutes les informations qu'il estimait nécessaires à chacun pour réussir sa vie, mais qu'on ne pouvait trouver ailleurs. ». Schott composait lui-même les livrets qu'il faisait imprimer en 50 exemplaires. Après avoir expédié ses exemplaires à ses amis, il eut l'idée d'en envoyer un au PDG de Bloomsbury Publishing, Nigel Newton. Celui-ci confia plus tard au Boston Globe : « J'ai été complètement bouleversé quand c'est arrivé sur mon bureau. Il s'agissait d'un travail d'une originalité frappante et il était remarquable de recevoir une telle contribution non sollicitée par le courrier. Je l'ai immédiatement transmis à un de nos rédacteurs qui l'a engagé. » 
Schott’s Original Miscellany (le titre original du livre) a été publié sans grand battage médiatique, mais un article de Stuart Jeffries en une du G2, le supplément dominical du Guardian, le 6 décembre 2006 a tout changé. En décrivant le livre comme la « sensation éditoriale de l'année », l'article affirme que « Schott a découvert le filon des listes ». Les ventes s'envolent et, en quelques semaines, Schott’s Original Miscellany devient un best-seller.
En France, c'est par hasard qu'un ancien stagiaire de la petite maison d'édition Allia découvre la traduction espagnole du livre. Le directeur de cette maison, Gérard Berréby, se fait envoyer l'original par Bloomsbury et tombe immédiatement sous le charme. Les droits sont encore disponibles pour la France et Allia se porte acquéreur pour la modique somme de 3 750 euros. Soucieux de préserver le charme du livre tout en le rendant accessible au public français, l'éditeur décide d'en confier la traduction et l'adaptation à un auteur maison, Boris Donné, par ailleurs professeur de littérature française à l'université d'Avignon. Ainsi, comme il est précisé en avant-propos de l'édition française, « certains [articles] ont été librement transposés ; d'autres ont été écartés de l'édition française avec l'accord de Mr. Schott et remplacés par des articles encore inédits en volume, ou bien par des articles originaux composés directement en langue française. ».
Le livre a connu sept tirages et a été vendu à 200 000 exemplaires en France depuis sa première édition en octobre 2005. Dans le monde, il a fait l'objet de 18 traductions et s'est vendu à plus de 2 millions d'exemplaires.

### Les autresMiscellanées
Les Miscellanées culinaires de Mr Schott est un deuxième volume consacré à la gastronomie, construit selon le même principe que le premier opus. Il a été publié en 2003 sous le titre Schott’s Food & Drink Miscellany, à nouveau par les éditions Bloomsbury. Son adaptation française a également été réalisée par Boris Donné ; elle a été publiée en octobre 2007 par les éditions Allia. Il est à signaler qu'une pâle copie du concept de Ben Schott, Miscellanées des arts culinaires avait été publiée en avril 2007 chez City Éditions. Cet éditeur a été condamné pour concurrence déloyale. Comme dans Les Miscellanées de Mr. Schott, l'adaptation en français a fait l'objet d'un travail particulièrement soigné. Boris Donné va même jusqu'à présenter une liste des « établissements fréquentés par le Traducteur pendant l'adaptation des Miscellanées culinaires de Mr. Schott ».
Ben Schott a publié un troisième volume, Schott’s Sporting, Gaming, & Idling Miscellany, consacré aux sports et jeux, publié en français sous le titre Les Miscellanées sportives de Mr. Schott en octobre 2018.

## Autres publications
Ben Schott publie également depuis 2005 un almanach annuel, Schott's Almanac, élaboré dans le même esprit et avec une mise en page semblable aux Miscellanées. Publié à l'origine au Royaume-Uni, cet almanach est désormais publié aux États-Unis et en Allemagne. Dans l'édition de 2006, Schott avait placé en introduction une citation de Ben Hecht : « Essayer de déterminer ce qui se passe dans le monde par la lecture des journaux revient à essayer de donner l'heure en ne regardant que la grande aiguille d'une pendule ».
Pendant deux ans après la publication des premières Miscellanées, Schott écrivait une miscellanée hebdomadaire dans The Daily Telegraph. En 2005 et 2006, le Guardian a publié une édition spéciale de son supplément le G2 avec des extraits du Schott’s Almanac. Il écrit désormais régulièrement dans The Times, pour lequel il a réalisé un tableau synoptique des années Blair, et dans The New York Times.

## Récompenses et distinctions
Les lecteurs de GQ l'ont élu comme Homme de l'année 2003, mais il a refusé cette distinction.

## Œuvres
- (en) Ben Schott, Schott’s Original Miscellany, Bloomsbury, Londres, 2002, 158 p.  (ISBN 0-74756-320-9)
- (en) Ben Schott, Schott’s Food & Drink Miscellany, Bloomsbury, Londres, 2003, 158 p.  (ISBN 0-74756-654-2)
- (en) Ben Schott, Schott’s Sporting, Gaming & Idling Miscellany, Bloomsbury, Londres, 2004, 160 p.  (ISBN 0-74756-924-X)
- (en) Ben Schott, Schott’s Almanac 2006, Bloomsbury, Londres, 2005
- (en) Ben Schott, Schott’s Almanac 2007, Bloomsbury, Londres, 2006, 352 p.  (ISBN 978-0-74758-470-4)

Traductions françaises
- Ben Schott (trad. Boris Donné), Les Miscellanées de Mr. Schott, Allia, Paris, 2005, 159 p.  (ISBN 2-84485-198-3)
- Ben Schott (trad. Boris Donné), Les Miscellanées culinaires de Mr. Schott, Allia, Paris, 2007, 159 p.  (ISBN 978-2-84485-256-4)
- Ben Schott, Schottenfreude, Éditions du sous-sol, Paris, 2016  (ISBN 978-2364681538)

## Crédit d'auteurs
- (en) Cet article est partiellement ou en totalité issu de l’article de Wikipédia en anglais intitulé « Ben Schott » (voir la liste des auteurs).